# Доріс Рамзаєр
Доріс Рамзаєр (18 травня 1939) — швейцарська вершниця.
Срібна призерка Олімпійських Ігор 1976 року в командній виїздці, учасниця 1992 року.
Бронзова призерка Чемпіонату Європи з виїздки 1975 року в командній виїздці.
Срібна призерка чемпіонату світу з виїздки 1982 року в командній виїздці, бронзова призерка 1986 року в командній виїздці.